# 蔡龍德
蔡龍德（Tsoi Lung Tak，1988年12月12日—），生於香港，香港籃球運動員，司職中鋒，現時效力香港甲一組籃球聯賽球隊福建。

## 籃球生涯
蔡龍德生於香港，於中三四與父親到國內的籃球訓練營訓練，回港後再透過中學籃球隊長參加青少年暑期訓練營，從此開始接觸和喜歡籃球，於2005年開始效力飛鷹至2018年一直都是球隊主力，在2009年開始入選香港籃球代表隊，於2012年12月24歲的蔡龍德第4次代表香港參加亞洲大學男子籃球錦標賽，是陣中經驗最老道的球員，他在今年甲一聯賽的籃板數目在8隊中排名第6是香港隊不可或缺的大中鋒，於2013年帶領飛鷹首次贏得甲一聯賽常規賽冠軍，他於2016年5月10日飛鷹取得德22分及15籃板的「雙雙」下以80–58擊敗遊協。

## 教練生涯
蔡龍德在2012年開始任教賽馬會體藝中學，其後於2013年開始任教港大同學會書院。

## 外部連結
- 蔡龍德在fiba.basketball（英语）
- 蔡龍德在Eurobasket.com（球員）（英语）
- 蔡龍德在RealGM（英语）
- 東亞運動會運動員資料